# Sara Benedicts

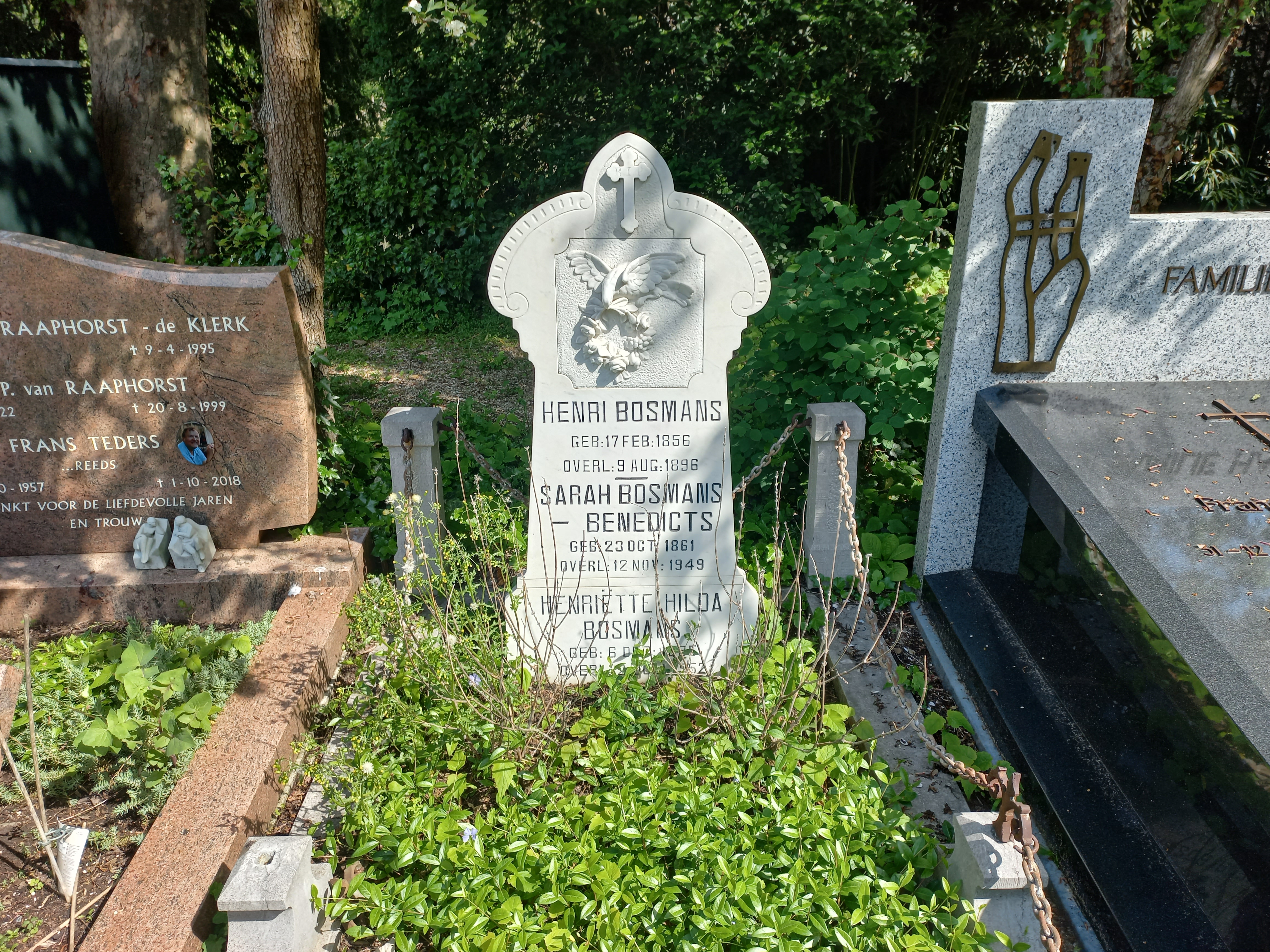
Graf van Bosmans, Benedicts en Bosmans (mei 2023)

Sara(h) Benedicts (Amsterdam, 23 oktober 1861 – aldaar, 12 november 1949) was een Nederlands pianiste en muziekpedagoge.
Ze was dochter van violist (Parkorkest) en vioolleraar/muziekmeester Benedictus Benedicts jr. en Hanna de Goede. Zuster Catharina (Kitty)  huwde pianist Jules Hollander Andere zus Esther werd omgebracht in Auschwitz. Ze huwde in 1886 met cellist Henri Bosmans. Het echtpaar ligt begraven op Zorgvlied in Amsterdam. Dochter Henriëtte Bosmans werd componist, haar vriendin Frieda Belinfante noemde Sara een overbezorgde moeder..
In 1877 was ze benoemd tot pensionaire van koning Willem III der Nederlanden en zijn vrouw. Haar muzikale opleiding kreeg ze van James Kwast, Isidor Seiss en Ferdinand Hiller aan het Conservatorium van Keulen. Haar podiumdebuut vond plaats in 1880, onder leiding van Johannes Verhulst in Felix Meritis, alwaar zij het Tweede pianoconcert van Camille Saint-Saëns speelde. Ook maakte ze veel kamermuziek. Daarbij maakte ze kennis met haar toekomstige man cellist Henri Bosmans, met wie ze vaak de Sonate voor cello en piano van Edvard Grieg speelde. Ze trad ook op als begeleidster van zangers en zangeressen zoals van Wilhelmina Gips. Ze was als soliste te bewonderen in de parkconcerten in de Parkschouwburg. Ook speelde ze tweemaal in het Concertgebouw onder Willem Kes (1891) en Willem Mengelberg (1897).
Ze werd pianodocent (hoofddocent) aan het Amsterdams Conservatorium en bleef tot op late leeftijd les geven. Onder haar leerlingen bevonden zich Jaap Spaanderman en haar dochter. Haar persoonsarchief bevindt zich in de Collecties Nederlands Muziek Instituut.
- Gemeinsame Normdatei: 117735000
- International Standard Name Identifier: 0000 0004 4883 3335
- MusicBrainz: e019a1e4-3ab0-426c-927b-cae47ca75bf2
- Nederlandse Thesaurus van Auteursnamen: 069948283
- Virtual International Authority File: 52474586
- WorldCat: E39PBJrCbpCvR6BVpY8fpd3JDq